# Lovro Jotić
Lovro Jotić (* 12. November 1994 in Zagreb) ist ein kroatischer Handballspieler.

## Karriere
Zunächst spielte Jotić in Kroatien für RK Umag, RK Zamet, RK Dubrava und RK Zagreb. Mit Zagreb gewann er die Meisterschaft und den Pokal. In der Saison 2017/18 spielte er eine Saison in Dänemark für Aalborg Håndbold, bevor er wieder nach Zagreb zurückkehrte und erneut das Double errang. 2019 ging er nach Nordmazedonien und spielte dort für RK Eurofarm Pelister und RK Vardar Skopje, mit dem er 2021 Meister und Pokalsieger wurde. Seit 2021 steht er im Kader des deutschen Bundesligisten SC DHfK Leipzig. Im Sommer 2023 schloss er sich dem kroatischen Erstligisten RK Našice an.
Mit der Jugend-Nationalmannschaft gewann er die Silbermedaille bei der U19-Weltmeisterschaft 2013. Mit der kroatischen Nationalmannschaft nahm er an den Weltmeisterschaften 2017 und 2019 teil. Bei den Mittelmeerspielen 2018 gewann er mit Kroatien die Goldmedaille.